# Potluck

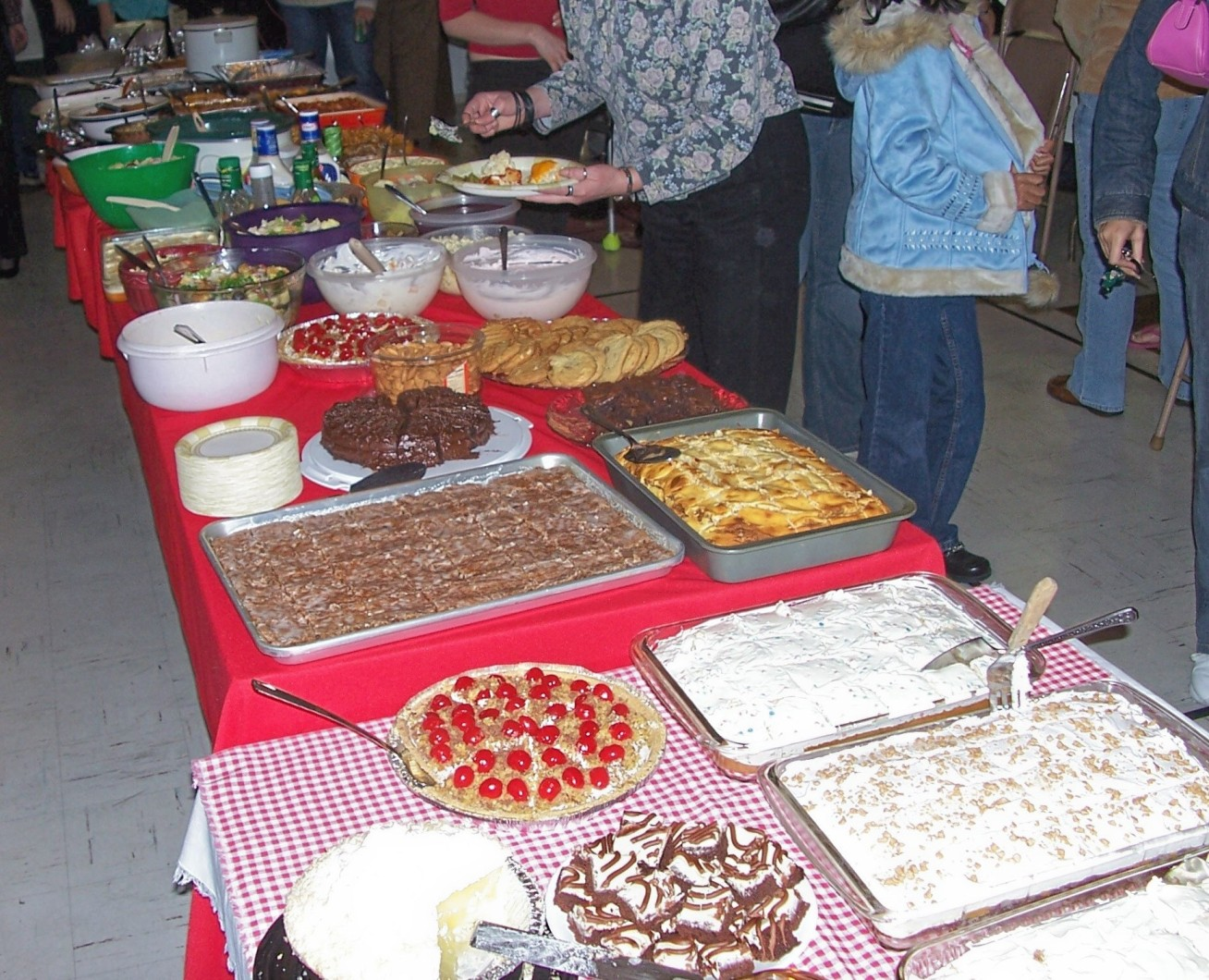
Una potluck en una iglesia, en el 2006.

Las potluck son una costumbre culinaria de los Estados Unidos que consiste en que los asistentes a una reunión suelen llevar comida. Las denominaciones más típicas son: potluck dinner, spread, Jacob's join, Jacob's supper, faith supper, covered dish supper, pitch-in, carry-in, bring-a-plate, smorgasbord. El término potluck se usa más en el sur de los Estados Unidos. Se considera más una forma colectiva de aportar alimentos a una reunión o banquete.

## Etimología
Es de suponer que pot-luck se compone de dos palabras. El concepto aparece en el siglo XVI en la cocina inglesa en el trabajo de Thomas Nashe, y fue interpretado como 'alimento elaborado para atender a invitados inesperados'. La idea de una forma comunal de  aportar la propia comida parece tener su origen en las costumbres del siglo XIX, influenciadas particularmente por el potlatch o posiblemente, por extensión de la frase "suerte de la olla" (que en inglés es luck of the pot). Véase: potluck: Etimología para una explicación más detallada. Es por esta razón por la que algunos argumentan que "potluck" debería ser pronunciado como "potlatch" cuando es empleado como una comida comunal.